# Gösta Winbergh
Gösta Winbergh (Stoccolma, 30 dicembre 1943 – Vienna, 18 marzo 2002) è stato un tenore svedese.

## Biografia
È considerato uno dei migliori tenori sia svedesi sia a livello mondiale, accanto a Jussi Björling e Nicolai Gedda.
Non c'era una tradizione musicale nella famiglia di Winbergg: lui stesso era un ingegnere edile quando vide per la prima volta rappresentata un'opera nel 1967; l'esperienza lo commosse al punto che decise di intraprendere una carriera operistica. Fece domanda per studiare l'opera presso la prestigiosa Accademia Reale svedese di musica e fu ammesso al primo tentativo.

## Repertorio
| Ruolo               | Titolo                           | Autore     |
| ------------------- | -------------------------------- | ---------- |
| Florestan           | Fidelio                          | Beethoven  |
| Don Josè            | Carmen                           | Bizet      |
| Lenski              | Evgenij Onegin                   | Čajkovskij |
| Lancelot            | Le roi Arthus                    | Chausson   |
| Nemorino            | L'elisir d'amore                 | Donizetti  |
| Ernesto             | Don Pasquale                     | Donizetti  |
| Admeto              | Alceste                          | Gluck      |
| Pylade              | Iphigénie en Tauride             | Gluck      |
| Mitridate           | Mitridate, re di Ponto           | Mozart     |
| Idomeneo            | Idomeneo, re di Creta            | Mozart     |
| Belmonte            | Die Entführung aus dem Serail    | Mozart     |
| Don Ottavio         | Don Giovanni                     | Mozart     |
| Ferrando            | Così fan tutte                   | Mozart     |
| Tamino              | Die Zauberflöte                  | Mozart     |
| Tito Vespasiano     | La clemenza di Tito              | Mozart     |
| Rodolfo             | La bohème                        | Puccini    |
| Leicester           | Elisabetta, Regina d'Inghilterra | Rossini    |
| Conte d'Almaviva    | Il barbiere di Siviglia          | Rossini    |
| Jenik               | Prodaná nevěsta                  | Smetana    |
| Narraboth           | Salome                           | Strauss    |
| Tenore/Bacco        | Ariadne auf Naxos                | Strauss    |
| Die Kaiser          | Die Frau ohne Schatten           | Strauss    |
| Laërte              | Hamlet                           | Thomas     |
| Duca di Mantova     | Rigoletto                        | Verdi      |
| Alfredo Germont     | La traviata                      | Verdi      |
| Erik                | Der fliegende Holländer          | Wagner     |
| Lohengrin           | Lohengrin                        | Wagner     |
| Tristan             | Tristan e Isotta                 | Wagner     |
| Siegmund            | Die Walküre                      | Wagner     |
| Siegfried           | Siegfried                        | Wagner     |
| Siegfried           | Götterdämmerung                  | Wagner     |
| Walter von Stolzing | Die Meistersinger von Nürnberg   | Wagner     |
| Parsifal            | Parsifal                         | Wagner     |
| Huon                | Oberon                           | Weber      |

## Discografia
- Beethoven: Symphony No. 9 in D Minor "Choral" - Claudio Abbado/Gabriela Benackova/Gösta Winbergh/Hermann Prey/Konzertvereinigung Wiener Staatsopernchor/Marjana Lipovsek/Walter Hagen-Groll/Vienna Philharmonic Orchestra, 1987 Deutsche Grammophon
- Haydn, Creazione - Levine/Battle/Moll/Winbergh, 1987 Deutsche Grammophon
- Mahler: Des Knaben Wunderhorn - Barbara Bonney/Gösta Winbergh/Matthias Goerne/Riccardo Chailly/Royal Concertgebouw Orchestra/Sara Fulgoni, 2002 Decca
- Mozart: Die Entführung aus dem Serail - Edita Gruberová/Gösta Winbergh/Heinz Zednik/Kathleen Battle/Martti Talvela/Sir Georg Solti/Vienna Philharmonic Orchestra, 1987 Decca
- Mozart Bruckner, Messe K. 317/Te Deum - Karajan/Battle/Perry/Winbergh, 1985/1986 Deutsche Grammophon
- O, Helga Natt - Gösta Winbergh, 1994 Hans Edler

## DVD
- Mozart, Mitridate re di Ponto - Harnoncourt/Winbergh/Ponnelle, 1986 Decca
- Wagner: Die Meistersinger von Nurnberg (Deutsche Oper, Berlin, 1995) - Rafael Frühbeck de Burgos, Arthaus Musik/Naxos